# Calciatore dell'anno (Danimarca)
Calciatore danese dell'anno (Årets Fodboldspiller i Danmark) è un premio calcistico assegnato al miglior giocatore danese dell'anno solare dalla Spillerforeningen, l'associazione dei calciatori danesi, al termine di un sondaggio condotto tra i calciatori.
Dal 2006 anche la Federazione calcistica danese (DBU) assegna un analogo premio in collaborazionie con l'emittente televisiva TV2 dell'ambito del programma Dansk Fodbold Award.

## Albo d'oro -Spillerforeningen
| Anno | Giocatore                 | Squadra                    |
| ---- | ------------------------- | -------------------------- |
| 1961 | Harald Nielsen            | Frederikshavn Bologna      |
| 1963 | Jens Petersen             | Esbjerg                    |
| 1964 | Ole Madsen                | Hellerup IK                |
| 1965 | Kaj Poulsen               | Vejle BK                   |
| 1966 | Leif Nielsen              | BK Frem                    |
| 1967 | Johnny Hansen             | Vejle BK                   |
| 1968 | Henning Munk Jensen       | Aalborg BK                 |
| 1969 | Allan Michaelsen          | Boldklubben 1903           |
| 1970 | Jan Larsen                | AB                         |
| 1971 | Birger Pedersen           | Hvidovre IF                |
| 1972 | Per Røntved               | Brønshøj BK                |
| 1973 | Hans Aabech               | Hvidovre IF                |
| 1974 | Niels-Christian Holmstrøm | KB                         |
| 1975 | Henning Munk Jensen (2)   | Aalborg BK                 |
| 1976 | Flemming Ahlberg          | BK Frem                    |
| 1977 | Allan Hansen              | Odense BK                  |
| 1978 | Ole Kjær                  | Esbjerg                    |
| 1979 | Jens Jørn Bertelsen       | Esbjerg                    |
| 1980 | Lars Bastrup              | AGF                        |
| 1981 | Allan Hansen (2)          | Odense BK                  |
| 1982 | Michael Laudrup           | Brøndby IF                 |
| 1983 | Morten Olsen              | Anderlecht                 |
| 1984 | Preben Elkjær             | Lokeren Verona             |
| 1985 | Michael Laudrup (2)       | Lazio Juventus             |
| 1986 | Morten Olsen (2)          | Anderlecht Colonia         |
| 1987 | John Faxe Jensen          | Brøndby IF                 |
| 1988 | Lars Olsen                | Brøndby IF                 |
| 1989 | Brian Laudrup             | Brøndby IF Bayer Uerdingen |
| 1990 | Peter Schmeichel          | Brøndby IF                 |
| 1991 | Kim Vilfort               | Brøndby IF                 |
| 1992 | Brian Laudrup (2)         | Bayern Monaco Fiorentina   |

| Anno | Giocatore             | Squadra                            |
| ---- | --------------------- | ---------------------------------- |
| 1993 | Peter Schmeichel (2)  | Manchester Utd                     |
| 1994 | Thomas Helveg         | Udinese                            |
| 1995 | Brian Laudrup (3)     | Glasgow Rangers                    |
| 1996 | Allan Nielsen         | Brøndby IF Tottenham               |
| 1997 | Brian Laudrup (4)     | Rangers                            |
| 1998 | Ebbe Sand             | Brøndby IF                         |
| 1999 | Peter Schmeichel (3)  | Manchester United Sporting Lisbona |
| 2000 | René Henriksen        | Panathīnaïkos                      |
| 2001 | Ebbe Sand (2)         | Schalke 04                         |
| 2002 | Jon Dahl Tomasson     | Feyenoord Milan                    |
| 2003 | Morten Wieghorst      | Brøndby IF                         |
| 2004 | Jon Dahl Tomasson (2) | Milan                              |
| 2005 | Christian Poulsen     | Schalke 04                         |
| 2006 | Christian Poulsen (2) | Schalke 04 Siviglia                |
| 2007 | Daniel Agger          | Liverpool                          |
| 2008 | Martin Laursen        | Aston Villa                        |
| 2009 | Simon Kjær            | Palermo                            |
| 2010 | William Kvist         | Copenaghen                         |
| 2011 | William Kvist (2)     | Copenaghen Stoccarda               |
| 2012 | Daniel Agger (2)      | Liverpool                          |
| 2013 | Christian Eriksen     | Ajax Tottenham                     |
| 2014 | Christian Eriksen (2) | Tottenham                          |
| 2015 | Christian Eriksen (3) | Tottenham                          |
| 2016 | Kasper Schmeichel     | Leicester City                     |
| 2017 | Kasper Schmeichel (2) | Leicester City                     |
| 2018 | Christian Eriksen (4) | Tottenham                          |
| 2019 | Kasper Schmeichel (3) | Leicester City                     |
| 2020 | Kasper Schmeichel (4) | Leicester City                     |
| 2021 | Simon Kjær (2)        | Milan                              |
| 2022 | Pierre-Emile Højbjerg | Tottenham                          |
| 2023 | Andreas Christensen   | Barcellona                         |
| 2024 | Morten Hjulmand       | Sporting Lisbona                   |

## Calciatori plurivincitori
| # | Giocatore           | Squadre                                                                 | Anni                   |
| 4 | Brian Laudrup       | Brøndby IF Bayer Uerdingen Bayern Monaco Fiorentina Glasgow Rangers (2) | 1989, 1992, 1995, 1997 |
| 4 | Christian Eriksen   | Ajax Tottenham (4)                                                      | 2013, 2014, 2015, 2018 |
| 4 | Kasper Schmeichel   | Leicester City                                                          | 2016, 2017, 2019, 2020 |
| 3 | Peter Schmeichel    | Brøndby IF Manchester United (2) Sporting Lisbona                       | 1990, 1993, 1999       |
| 2 | Henning Munk Jensen | Aalborg BK                                                              | 1968, 1975             |
| 2 | Allan Hansen        | Odense BK                                                               | 1977, 1981             |
| 2 | Michael Laudrup     | Brøndby IF Lazio Juventus                                               | 1982, 1985             |
| 2 | Morten Olsen        | Anderlecht Colonia                                                      | 1983, 1986             |
| 2 | Ebbe Sand           | Brøndby IF Schalke 04                                                   | 1998, 2001             |
| 2 | Jon Dahl Tomasson   | Feyenoord Milan                                                         | 2002, 2004             |
| 2 | Christian Poulsen   | Schalke 04 Siviglia                                                     | 2005, 2006             |
| 2 | Daniel Agger        | Liverpool                                                               | 2007, 2012             |
| 2 | Simon Kjær          | Palermo Milan                                                           | 2009, 2021             |
| 2 | William Kvist       | Copenaghen Stoccarda                                                    | 2010, 2011             |

## Club di militanza
Di seguito la lista dei club in cui militavano i giocatori nell'anno in cui hanno ricevuto il riconoscimento. Sono elencati soltanto i club che contano almeno due vittorie di propri giocatori.
| # | Squadra           | Giocatori |
| 9 | Brøndby IF        | Michael Laudrup, John Faxe Jensen, Lars Olsen, Brian Laudrup, Peter Schmeichel, Kim Vilfort, Allan Nielsen, Ebbe Sand, Morten Wieghorst |
| 6 | Tottenham         | Allan Nielsen, Christian Eriksen (4), Pierre-Emile Højbjerg                                                                             |
| 4 | Leicester City    | Kasper Schmeichel (4) |
| 3 | Esbjerg           | Jens Petersen, Ole Kjær, Jens Jørn Bertelsen                                                                                            |
| 3 | Milan             | Jon Dahl Tomasson (2), Simon Kjær |
| 3 | Schalke 04        | Ebbe Sand, Christian Poulsen (2) |
| 2 | Vejle BK          | Kaj Poulsen, Johnny Hansen |
| 2 | Aalborg BK        | Henning Munk Jensen (2) |
| 2 | Hvidovre IF       | Birger Pedersen, Hans Aabech |
| 2 | Odense BK         | Allan Hansen (2) |
| 2 | Anderlecht        | Morten Olsen (2) |
| 2 | Manchester United | Peter Schmeichel (2) |
| 2 | Glasgow Rangers   | Brian Laudrup (2) |
| 2 | Liverpool         | Daniel Agger (2) |
| 2 | Copenaghen        | William Kvist (2) |
| 2 | Sporting Lisbona  | Peter Schmeichel, Morten Hjulmand |

## Albo d'oro - DBU
- 2006 - Christian Poulsen,  Schalke 04/ Siviglia
- 2007 - Dennis Rommedahl,  Charlton/ Ajax
- 2008 - Martin Laursen,  Aston Villa
- 2009 - Nicklas Bendtner,  Arsenal
- 2010 - Dennis Rommedahl,  Ajax/ Olympiacos
- 2011 - Christian Eriksen,  Ajax
- 2012 - Daniel Agger,  Liverpool
- 2013 - Christian Eriksen,  Ajax/ Tottenham
- 2014 - Christian Eriksen,  Tottenham
- 2015 - Kasper Schmeichel,  Leicester City
- 2016 - Kasper Schmeichel,  Leicester City
- 2017 - Christian Eriksen,  Tottenham
- 2018 - Kasper Schmeichel,  Leicester City
- 2019 - Kasper Schmeichel,  Leicester City